# Haematopinus asini
Haematopinus asini är en insektsart som först beskrevs av Carl von Linné 1758.  Haematopinus asini ingår i släktet Haematopinus och familjen hovdjurslöss. Inga underarter finns listade i Catalogue of Life.